# Kabinett Bérégovoy
Das Kabinett Bérégovoy war vom 2. April 1992 bis zum 29. März 1993 die 23. Regierung der fünften Republik.
Die Vorgängerregierung Cresson war am 2. April 1992 auf Wunsch von Staatspräsident François Mitterrand zurückgetreten, der am gleichen Tag Pierre Bérégovoy mit der Bildung einer neuen Regierung beauftragte. Die weiteren Regierungsmitglieder wurden am 5. April 1992 veröffentlicht. Wie ihre Vorgängerregierung verfügte auch die Regierung Bérégovoy nicht über eine Mehrheit in der Nationalversammlung. Ebenfalls wie bereits bei der Vorgängerregierung gehörten ihr über die eigentliche Regierungsmehrheit hinaus zwei Mitglieder des Mouvement des réformateurs an, die Unterstützung von zentristischen Abgeordneten für die Regierungspolitik gewinnen sollten.
Der Regierung Bérégovoy gelang es nicht, die schlechten Zustimmungswerte für die Parti Socialiste und ihre Bündnispartner wieder zu erhöhen. Die Parlamentswahl 1993 endete so im Desaster für die PS, die das schlechteste Ergebnis ihrer Geschichte erzielte und auf nur noch 52 Mandate kam. Am Tag nach dem zweiten Wahlgang trat die Regierung Bérégovoy zurück, mit der Nachfolgeregierung Balladur begann die zweite Cohabitation.
Pierre Bérégovoy, gegen den es Korruptionsvorwürfe gab, beging nur einen Monat nach seinem Ausscheiden aus dem Amt höchstwahrscheinlich Selbstmord.

## Zusammensetzung
| Amt | Name                                                                  | Partei | Partei    |
| --- | --------------------------------------------------------------------- | ------ | --------- |
| Premierminister | Pierre Bérégovoy                                                      |        | PS        |
| Staatsminister |                                                                       |        |           |
| Staatsminister, Minister für nationale Bildung und Kultur | Jack Lang                                                             |        | PS        |
| Staatsminister, Außenminister | Roland Dumas                                                          |        | PS        |
| Staatsminister, Minister für Öffentlichen Dienst und Verwaltungsreform                                                                                         | Michel Delebarre                                                      |        | PS        |
| Minister |                                                                       |        |           |
| Siegelbewahrer, Justizminister | Michel Vauzelle                                                       |        | PS        |
| Minister für Inneres und öffentliche Sicherheit | Paul Quilès                                                           |        | PS        |
| Verteidigungsminister | Pierre Bérégovoy (ab 9. März 1993, Interim)                           |        | PS        |
| Verteidigungsminister | Pierre Joxe (bis 9. März 1993)                                        |        | PS        |
| Minister für Wirtschaft und Finanzen | Michel Sapin                                                          |        | PS        |
| Haushaltsminister | Martin Malvy (ab 2. Oktober 1992)                                     |        | PS        |
| Haushaltsminister | Michel Charasse (bis 2. Oktober 1992)                                 |        | PS        |
| Umweltministerin | Ségolène Royal                                                        |        | PS        |
| Minister für Bau, Wohnen und Verkehr | Jean-Louis Bianco                                                     |        | PS        |
| Minister für Industrie und Außenhandel | Dominique Strauss-Kahn                                                |        | PS        |
| Ministerin für Arbeit, Beschäftigung und berufliche Bildung | Martine Aubry                                                         |        | PS        |
| Ministerium für Landwirtschaft und Entwicklung des ländlichen Raums (ab 2. Oktober 1992) Minister für Landwirtschaft und Forstwirtschaft (bis 2. Oktober 1992) | Jean-Pierre Soisson (ab 2. Oktober 1992)                              |        | MDR       |
| Ministerium für Landwirtschaft und Entwicklung des ländlichen Raums (ab 2. Oktober 1992) Minister für Landwirtschaft und Forstwirtschaft (bis 2. Oktober 1992) | Louis Mermaz (bis 2. Oktober 1992)                                    |        | PS        |
| Minister für soziale Angelegenheiten und Integration | René Teulade                                                          |        | PS        |
| Minister für Gesundheit und humanitäres Handeln | Bernard Kouchner                                                      |        | parteilos |
| Minister für Städte (aufgehoben zwischen dem 23. Mai und dem 26. Dezember 1992)                                                                                | Bernard Tapie (nicht zwischen dem 23. Mai und dem 26. September 1992) |        | MRG       |
| Minister für die Départements und Territorien in Übersee | Louis Le Pensec                                                       |        | PS        |
| Minister für Forschung und Weltraum | Hubert Curien                                                         |        | parteilos |
| Minister für Post und Telekommunikation | Émile Zuccarelli                                                      |        | MRG       |
| Ministerin für Jugend und Sport | Frédérique Bredin                                                     |        | PS        |
| Minister für die Beziehungen zum Parlament, Regierungssprecher (ab 2. Oktober 1992)                                                                            | Louis Mermaz (ab 2. Oktober 1992)                                     |        | PS        |
| beigeordnete Minister |                                                                       |        |           |
| Beigeordnete Ministerin für europäische Angelegenheiten Außenministerium                                                                                       | Élisabeth Guigou                                                      |        | PS        |
| Beigeordneter Minister für auswärtige Angelegenheiten Außenministerium                                                                                         | Georges Kiejman                                                       |        | PS        |
| Beigeordneter Minister für Kooperation und Entwicklung Außenministerium                                                                                        | Marcel Debarge                                                        |        | PS        |
| Beigeordneter Minister für Handel und Handwerk Ministerium für Wirtschaft und Finanzen                                                                         | Gilbert Baumet (ab 2. Oktober 1992)                                   |        | MDR       |
| Beigeordneter Minister für Handel und Handwerk Ministerium für Wirtschaft und Finanzen                                                                         | Jean-Marie Rausch (bis 2. Oktober 1992)                               |        | parteilos |
| Beigeordnete Ministerin für Wohnen und das Lebensumfeld Ministerium für Bau, Wohnen und Verkehr                                                                | Marie-Noëlle Lienemann                                                |        | PS        |
| Beigeordneter Minister für Tourismus Minister für Industrie und Außenhandel                                                                                    | Jean-Michel Baylet                                                    |        | MRG       |
| Beigeordneter Minister für Außenhandel (ab 3. Juni 1992) Minister für Industrie und Außenhandel                                                                | Bruno Durieux (ab 3. Juni 1992)                                       |        | parteilos |
| Beigeordneter Minister für Energie (ab 2. Oktober 1992) Minister für Industrie und Außenhandel                                                                 | André Billardon (ab 2. Oktober 1992)                                  |        | PS        |
| Staatssekretäre |                                                                       |        |           |
| Staatssekretär für Veteranen und Kriegsopfer ohne Zuordnung | Louis Mexandeau                                                       |        | PS        |
| Staatssekretär für die Beziehungen zum Parlament, Regierungssprecher (bis 2. Oktober 1992) Premierminister                                                     | Martin Malvy (bis 2. Oktober 1992)                                    |        | PS        |
| Staatssekretär für Raumordnung Premierminister | André Laignel                                                         |        | PS        |
| Staatssekretär für Großprojekte Premierminister | Émile Biasini                                                         |        | parteilos |
| Staatssekretär für Städte (vom 3. Juni bis zum 26. September 1992) Premierminister                                                                             | François Loncle (vom 3. Juni bis zum 26. September 1992)              |        | PS        |
| Staatssekretär für Planung (ab 26. September 1992) Premierminister                                                                                             | François Loncle                                                       |        | PS        |
| Staatssekretär für technische Ausbildung Ministerium für Nationale Bildung und Kultur                                                                          | Jean Glavany                                                          |        | PS        |
| Staatssekretär für Kommunikation Ministerium für Nationale Bildung und Kultur                                                                                  | Jean-Noël Jeanneney                                                   |        | parteilos |
| Staatssekretärin für Frankophonie und auswärtige kulturelle Beziehungen Ministerium für Nationale Bildung und Kultur                                           | Catherine Tasca                                                       |        | PS        |
| Staatssekretär für lokale Gebietskörperschaften Minister für Inneres und öffentliche Sicherheit                                                                | Jean-Pierre Sueur                                                     |        | PS        |
| Staatssekretär ohne eigenen Geschäftsbereich | Jacques Mellick                                                       |        | PS        |
| Staatssekretärin für Frauenrechte und Verbraucher Ministerium für Wirtschaft und Finanzen                                                                      | Véronique Neiertz                                                     |        | PS        |
| Staatssekretär für Straßen- und Flussverkehr Ministerium für Bau, Wohnen und Verkehr                                                                           | Georges Sarre                                                         |        | PS        |
| Staatssekretär für das Meer Ministerium für Bau, Wohnen und Verkehr                                                                                            | Charles Josselin                                                      |        | PS        |
| Staatssekretär für Familien, Senioren und Rückkehrer Ministerium für soziale Angelegenheiten und Integration                                                   | Laurent Cathala                                                       |        | PS        |
| Staatssekretär für Integration Ministerium für soziale Angelegenheiten und Integration                                                                         | Kofi Yamgnane                                                         |        | PS        |
| Staatssekretär für Behinderte Ministerium für soziale Angelegenheiten und Integration                                                                          | Michel Gillibert                                                      |        | parteilos |